# Campeón de Campeones de 2014
El Campeón de Campeones de 2014 (conocido en inglés y por motivos de patrocinio como 2014 Dafabet Champion of Champions) fue un torneo de snooker, profesional y de invitación, que se celebró en la ciudad inglesa de Coventry entre el 3 y el 9 de noviembre. Fue la cuarta edición del Campeón de Campeones, celebrado por primera vez en 1978. Ronnie O'Sullivan, que se impuso (10-7) a Judd Trump en la final, se proclamó campeón.

## Resultados

### Cuadro
Entre paréntesis, se indica el puesto en el que accedieron al torneo los jugadores que llegaron como cabezas de serie. Recalcado en negrita figura el ganador de cada partido:
|  | octavos de final (mejor de 7) | octavos de final (mejor de 7) |                       |    | cuartos de final (mejor de 11) | cuartos de final (mejor de 11) |  |  | semifinales (mejor de 11) | semifinales (mejor de 11) |  |  | final (mejor de 19) | final (mejor de 19) |
|  |                               |                               |                       |    |                                |                                |  |  |                           |                           |  |  |                     |                     |
|  |                               |                               |                       |    |                                |                                |  |  |                           |                           |  |  |                     |                     |
|  |                               |                               |                       |    |                                |                                |  |  |                           |                           |  |  |                     |                     |
|  | Ronnie O'Sullivan (1)         | 4                             |                       |    |                                |                                |  |  |                           |                           |  |  |                     |                     |
|  | Ronnie O'Sullivan (1)         | 4                             |                       |    |                                |                                |  |  |                           |                           |  |  |                     |                     |
|  | Stuart Bingham                | 2                             |                       |    |                                |                                |  |  |                           |                           |  |  |                     |                     |
|  | Stuart Bingham                | 2                             | Ronnie O'Sullivan (1) | 6  |                                |                                |  |  |                           |                           |  |  |                     |                     |
|  |                               |                               | Ronnie O'Sullivan (1) | 6  |                                |                                |  |  |                           |                           |  |  |                     |                     |
|  |                               | Marco Fu                      | 0                     |    |                                |                                |  |  |                           |                           |  |  |                     |                     |
|  | Shaun Murphy                  | Marco Fu                      | 0                     | 1  |                                |                                |  |  |                           |                           |  |  |                     |                     |
|  | Shaun Murphy                  |                               |                       | 1  |                                |                                |  |  |                           |                           |  |  |                     |                     |
|  | Marco Fu                      | 4                             |                       |    |                                |                                |  |  |                           |                           |  |  |                     |                     |
|  | Marco Fu                      | 4                             | Ronnie O'Sullivan (1) | 6  |                                |                                |  |  |                           |                           |  |  |                     |                     |
|  |                               |                               | Ronnie O'Sullivan (1) | 6  |                                |                                |  |  |                           |                           |  |  |                     |                     |
|  |                               | Ding Junhui (4)               | 4                     |    |                                |                                |  |  |                           |                           |  |  |                     |                     |
|  | Barry Hawkins                 | Ding Junhui (4)               | 4                     | 4  |                                |                                |  |  |                           |                           |  |  |                     |                     |
|  | Barry Hawkins                 |                               |                       | 4  |                                |                                |  |  |                           |                           |  |  |                     |                     |
|  | John Higgins                  | 1                             |                       |    |                                |                                |  |  |                           |                           |  |  |                     |                     |
|  | John Higgins                  | 1                             | Barry Hawkins         | 5  |                                |                                |  |  |                           |                           |  |  |                     |                     |
|  |                               |                               | Barry Hawkins         | 5  |                                |                                |  |  |                           |                           |  |  |                     |                     |
|  |                               | Ding Junhui (4)               | 6                     |    |                                |                                |  |  |                           |                           |  |  |                     |                     |
|  | Ding Junhui (4)               | Ding Junhui (4)               | 6                     | 4  |                                |                                |  |  |                           |                           |  |  |                     |                     |
|  | Ding Junhui (4)               |                               |                       | 4  |                                |                                |  |  |                           |                           |  |  |                     |                     |
|  | Dominic Dale                  | 2                             |                       |    |                                |                                |  |  |                           |                           |  |  |                     |                     |
|  | Dominic Dale                  | 2                             | Ronnie O'Sullivan (1) | 10 |                                |                                |  |  |                           |                           |  |  |                     |                     |
|  |                               |                               | Ronnie O'Sullivan (1) | 10 |                                |                                |  |  |                           |                           |  |  |                     |                     |
|  |                               | Judd Trump                    | 7                     |    |                                |                                |  |  |                           |                           |  |  |                     |                     |
|  | Neil Robertson (3)            | Judd Trump                    | 7                     | 4  |                                |                                |  |  |                           |                           |  |  |                     |                     |
|  | Neil Robertson (3)            |                               |                       | 4  |                                |                                |  |  |                           |                           |  |  |                     |                     |
|  | Ali Carter                    | 0                             |                       |    |                                |                                |  |  |                           |                           |  |  |                     |                     |
|  | Ali Carter                    | 0                             | Neil Robertson (3)    | 6  |                                |                                |  |  |                           |                           |  |  |                     |                     |
|  |                               |                               | Neil Robertson (3)    | 6  |                                |                                |  |  |                           |                           |  |  |                     |                     |
|  |                               | Ricky Walden                  | 3                     |    |                                |                                |  |  |                           |                           |  |  |                     |                     |
|  | Ricky Walden                  | Ricky Walden                  | 3                     | 4  |                                |                                |  |  |                           |                           |  |  |                     |                     |
|  | Ricky Walden                  |                               |                       | 4  |                                |                                |  |  |                           |                           |  |  |                     |                     |
|  | Mark Allen                    | 0                             |                       |    |                                |                                |  |  |                           |                           |  |  |                     |                     |
|  | Mark Allen                    | 0                             | Neil Robertson (3)    | 4  |                                |                                |  |  |                           |                           |  |  |                     |                     |
|  |                               |                               | Neil Robertson (3)    | 4  |                                |                                |  |  |                           |                           |  |  |                     |                     |
|  |                               | Judd Trump                    | 6                     |    |                                |                                |  |  |                           |                           |  |  |                     |                     |
|  | Judd Trump                    | Judd Trump                    | 6                     | 4  |                                |                                |  |  |                           |                           |  |  |                     |                     |
|  | Judd Trump                    |                               |                       | 4  |                                |                                |  |  |                           |                           |  |  |                     |                     |
|  | Stephen Maguire               | 1                             |                       |    |                                |                                |  |  |                           |                           |  |  |                     |                     |
|  | Stephen Maguire               | 1                             | Judd Trump            | 6  |                                |                                |  |  |                           |                           |  |  |                     |                     |
|  |                               |                               | Judd Trump            | 6  |                                |                                |  |  |                           |                           |  |  |                     |                     |
|  |                               | Mark Selby (2)                | 1                     |    |                                |                                |  |  |                           |                           |  |  |                     |                     |
|  | Mark Selby (2)                | Mark Selby (2)                | 1                     | 4  |                                |                                |  |  |                           |                           |  |  |                     |                     |
|  | Mark Selby (2)                |                               |                       | 4  |                                |                                |  |  |                           |                           |  |  |                     |                     |
|  | Steve Davis                   | 1                             |                       |    |                                |                                |  |  |                           |                           |  |  |                     |                     |
|  | Steve Davis                   | 1                             |                       |    |                                |                                |  |  |                           |                           |  |  |                     |                     |

## Centenas
Los jugadores consiguieron amasar un total de veinte centenas durante el torneo; la más alta, de 139, fue obra de Ronnie O'Sullivan. Se repartieron así:
- 139, 137, 134, 125, 115, 109, 105, 103 — Ronnie O'Sullivan
- 134, 117, 111, 106 — Neil Robertson
- 119, 106, 102, 100 — Judd Trump
- 112 — Barry Hawkins
- 111, 105 — Ding Junhui
- 107 — Stuart Bingham